# Guy Ryder
Guy Ryder (nacido en Liverpool, Reino Unido, el 3 de enero de 1956) es el 10° Director General de la Organización Internacional del Trabajo (OIT). Anteriormente desempeñó los cargos de Secretario General de la Confederación Sindical Internacional (CSI) (de 2006 a 2010) y de Secretario General de la Confederación Internacional de Organizaciones Sindicales Libres (CIOSL) (de 2002 a 2006).

## Educación
Nacido en Liverpool (Reino Unido) en 1956, Guy Ryder estudió Ciencias Sociales y Políticas en la Universidad de Cambridge y Estudios sobre Latinoamérica en la Universidad de Liverpool. Habla francés y español, además de inglés, su idioma materno. Comenzó su trayectoria profesional en 1981 como asistente en el Departamento Internacional del Congreso Sindical en Londres.

## Inicio de su trayectoria profesional
En 1985 Guy Ryder fue nombrado Secretario de la Sección de Comercio e Industria de la Federación Internacional de Empleados Comerciales, Administrativos, Profesionales y Técnicos en Ginebra (FIET). En 1988 pasó a ser Director Adjunto, y en 1993 Director de la Oficina en Ginebra de la Confederación Internacional de Organizaciones Sindicales Libres.
Guy Ryder comenzó a trabajar en la Organización Internacional del Trabajo en 1998 como Director de la Oficina de Actividades para los Trabajadores y, en 1999 pasó a desempeñar el cargo de Director de la Oficina del Director General. En este período se puso en marcha el Programa de Trabajo Decente de la OIT, que contó con una gran acogida por parte de la comunidad internacional.
Ryder fue nombrado en 2002 Secretario General de la Confederación Internacional de Organizaciones Sindicales Libres en Bruselas, en la que lideró el proceso de unificación mundial del movimiento sindical internacional democrático. También fue una figura destacada del Llamamiento Mundial de Acción contra la Pobreza (GCAP), en cuyo nombre habló en la Cumbre Mundial de 2005. Fue designado primer Secretario General de la Confederación Sindical Internacional al establecerse la misma en 2006. Promovió la participación de diversas delegaciones sindicales internacionales en conversaciones de alto nivel con la ONU, el Fondo Monetario Internacional, el Banco Mundial y la Organización Mundial del Comercio, así como en las Cumbres de Líderes del G20.
En septiembre de 2010 Guy Ryder regresó a Ginebra en calidad de Director Ejecutivo de la OIT, encargado de la labor relativa a la normativa laboral internacional y los principios y derechos fundamentales en el trabajo. Entre otras actividades, supervisó la aplicación de los Convenios y las Recomendaciones de la OIT. También dirigió varias misiones de alto nivel de la OIT para abordar una serie de cuestiones sobre normativa laboral en países como Baréin, Colombia, Fiji, Georgia, Grecia, Myanmar y Suazilandia.

## Director General de la OIT
Guy Ryder fue elegido Director General de la OIT por el Consejo de Administración de dicha Organización en mayo de 2012, y asumió el cargo el 1 de octubre de 2012. Al hacerlo, se comprometió a que la Organización Internacional del Trabajo fomentara activamente la adopción de medidas prácticas basadas en sus principios y a garantizar su capacidad para mejorar la situación laboral de la población en todos los continentes. A tal efecto, puso en marcha un decisivo proceso de reformas encaminadas a velar por la autoridad de la OIT en todas las cuestiones relativas a su mandato.

## Reconocimientos
Ryder fue nombrado Comandante de la Orden del Imperio Británico (CBE) con ocasión de las celebraciones en honor al Cumpleaños Real en 2009.